# Through the Back Door
Through the Back Door is een Amerikaanse stomme film uit 1921 onder regie van Alfred E. Green en Jack Pickford.

## Verhaal
De film speelt zich af in België in 1903. Als weduwe Bodamere trouwt met een rijke Amerikaan, dwingt hij Bodamere haar dochter Marie bij haar oppas Jeanne achter te laten. Bodamere volgt zijn raad op en doet dit. Als ze jaren later terugkomt voor haar dochter, is Jeannes band met Marie inmiddels zo groot, dat ze aan Bodamere vertelt dat Marie dood is. Als België in 1914 wordt binnengevallen, stuurt Jeanne Marie alsnog naar Amerika. Hier zal Marie haar moeder moeten vinden.

## Rolverdeling
| Acteur           | Personage          |
| ---------------- | ------------------ |
| Mary Pickford    | Jeanne             |
| Gertrude Astor   | Louise Reeves      |
| Wilfred Lucas    | Elton Reeves       |
| Helen Raymond    | Marie              |
| Adolphe Menjou   | James Brewster     |
| Jeanne Carpenter | Jeanne (vijf jaar) |